# دبليو. أ. سي. بينيت
دبليو. أ. سي. بينيت هو سياسي كندي، ولد في 6 سبتمبر 1900 في نيو برونزويك في كندا، وتوفي في 23 فبراير 1979 في كيلونا في كندا. نشط حزبياً في Conservative Party of British Columbia ‏. وقد انتخب عضو الجمعية التشريعية لكولومبيا البريطانية ‏ عن دائرة South Okanagan ‏ (21 أكتوبر 1941 – 17 مايو 1948) وانتخب Premier of British Columbia ‏ (1 أغسطس 1952 – 15 سبتمبر 1972).